# Cantón Central de Heredia
Cantón Central de Heredia är en kanton i Costa Rica.   Den ligger i provinsen Heredia, i den centrala delen av landet, 7 km nordväst om huvudstaden San José.